# Reggie Lynch
Reggie Lynch (nacido el 30 de noviembre de 1994 en Edina, Minnesota) es un jugador de baloncesto estadounidense que actualmente juega en el EWE Baskets Oldemburgo de la Basketball Bundesliga alemana. Con 2,08 metros de estatura, su puesto natural en la cancha es el de pívot.

## Trayectoria deportiva
Jugó durante dos temporadas con los Illinois State Redbirds y otras dos temporadas con Minnesota Golden Gophers, y tras no ser elegido en el Draft de la NBA de 2018, debutó como profesional en el BC Kalev/Cramo de la VTB United League.
El 12 de agosto de 2021, fichó por Iraklis BC de la A1 Ethniki, la primera categoría del baloncesto griego.
El 22 de noviembre de 2021, firma por el Napoli Basket de la Serie A italiana.